# 甲扎爾甲山洞窟壁畫
甲扎爾甲山洞窟壁畫位於四川省阿壩藏族羌族自治州馬爾康市白灣鄉大石函村，甲扎爾甲山南麓山腰處，距鄉政府駐地約5公里，文物年代為明至清。2013年3月5日列為第七批全國重點文物保護單位。洞窟為一天然岩石洞穴，北臨杜柯河。洞內石牆將其分隔為三間，最外間泥塑佛塔兩座，內間殘存佛塔一座，塔座、塔身彩繪各式菩薩像。在洞口外西側岩石上，洞內東西二壁以及佛塔四周均繪有大量的佛教壁畫。